# Porte d'Ivry
La porte d’Ivry est l'une des portes de Paris, en France, située dans le quartier de la Gare du 13e arrondissement. Elle sépare Paris d'Ivry-sur-Seine dans le Val-de-Marne. Historiquement, elle est l'une des 17 portes percées dans l'enceinte de Thiers au milieu du XIXe siècle pour protéger la capitale.

## Situation et accès

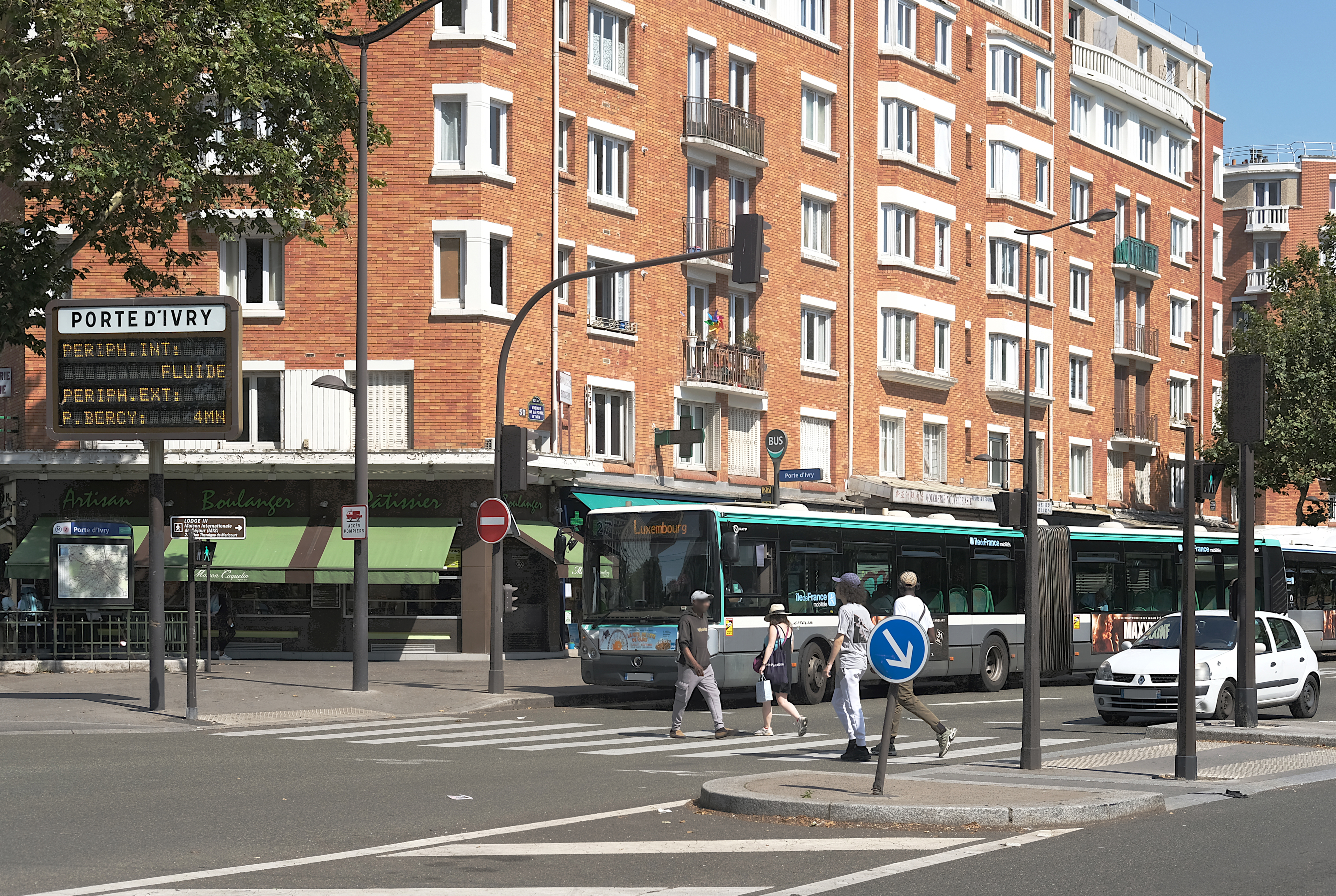
La porte d'Ivry au carrefour du boulevard Masséna et l'avenue de la Porte-d'Ivry.

La porte d'Ivry correspond à la zone du sud du 13e arrondissement dans le prolongement de l'avenue d'Ivry, historiquement située au niveau du boulevard Masséna du temps de l'enceinte de Thiers. De nos jours, elle correspond plus exactement au rond-point que constitue l’avenue de la Porte-d'Ivry en bordure du boulevard périphérique et débouchant sur Ivry-sur-Seine. Elle se trouve à 100 mètres à l'est de la porte de Choisy et 200 mètres à l'ouest de la porte de Vitry.
À l'angle de la rue Bruneseau et du boulevard du Général-d'Armée-Jean-Simon, deux édifices, l'un de 175 m et l’autre de 115 m de haut, composent le projet Duo de deux tours, un projet confié à l'architecte Jean Nouvel, et piloté par la société Ivanhoé Cambridge, et sa dirigeante Meka Brunel. La livraison est prévue pour 2018,.[Passage à actualiser]
Elle est desservie par les lignes de métro 7 et de tramway T3a à la station Porte d'Ivry.

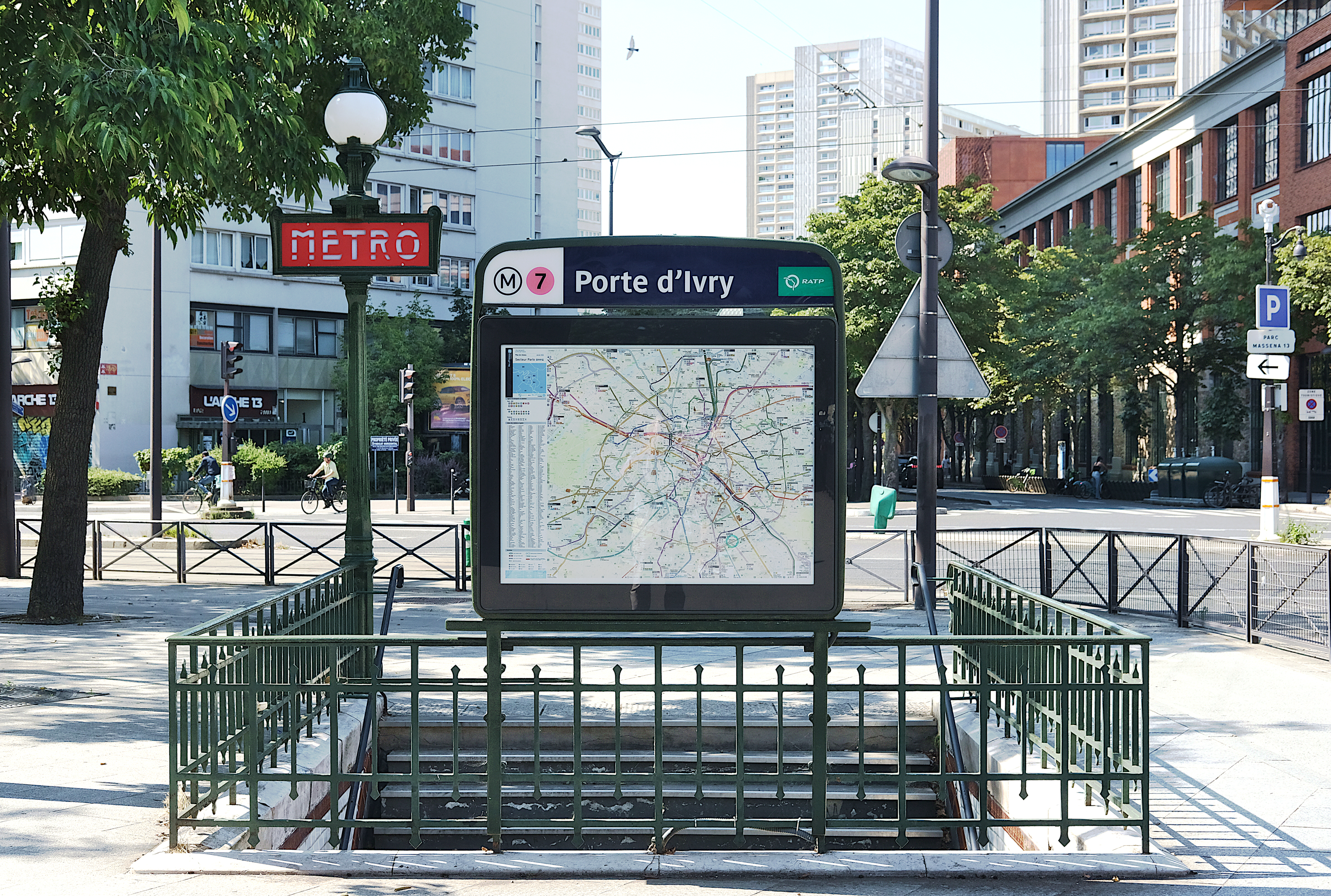
Une des entrées du métro Porte d'Ivry (ligne 7) et, en arrière-plan, le boulevard Massena et l'avenue d'Ivry.
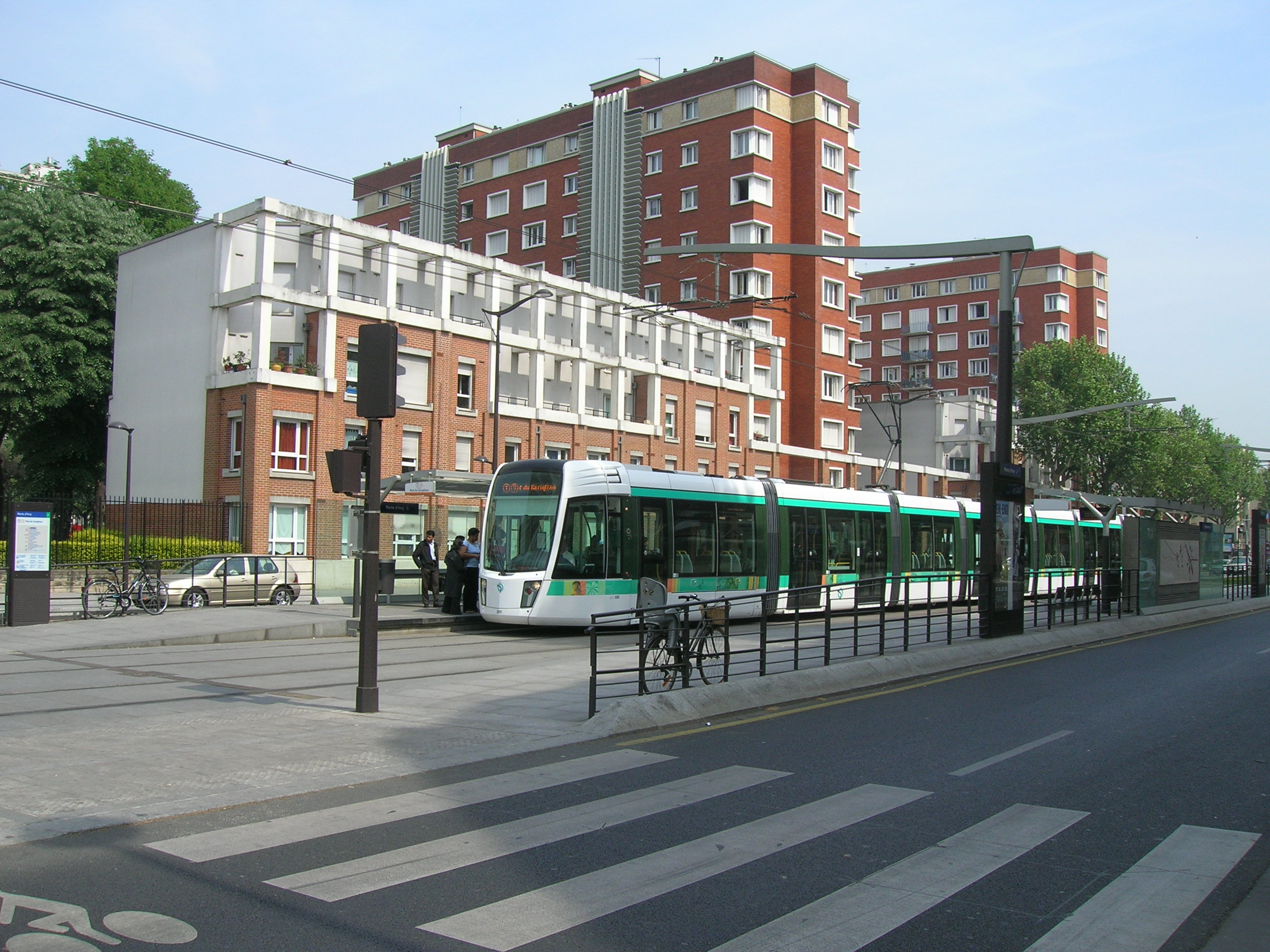
La porte d'Ivry au niveau de la station de tramway.

La porte d'Ivry constitue par ailleurs un accès au boulevard périphérique.
Le quartier fait l'objet d'un réaménagement en 2016.

## Historique

Porte d'Ivry dans les années 1910. Photographies d'Eugène Atget
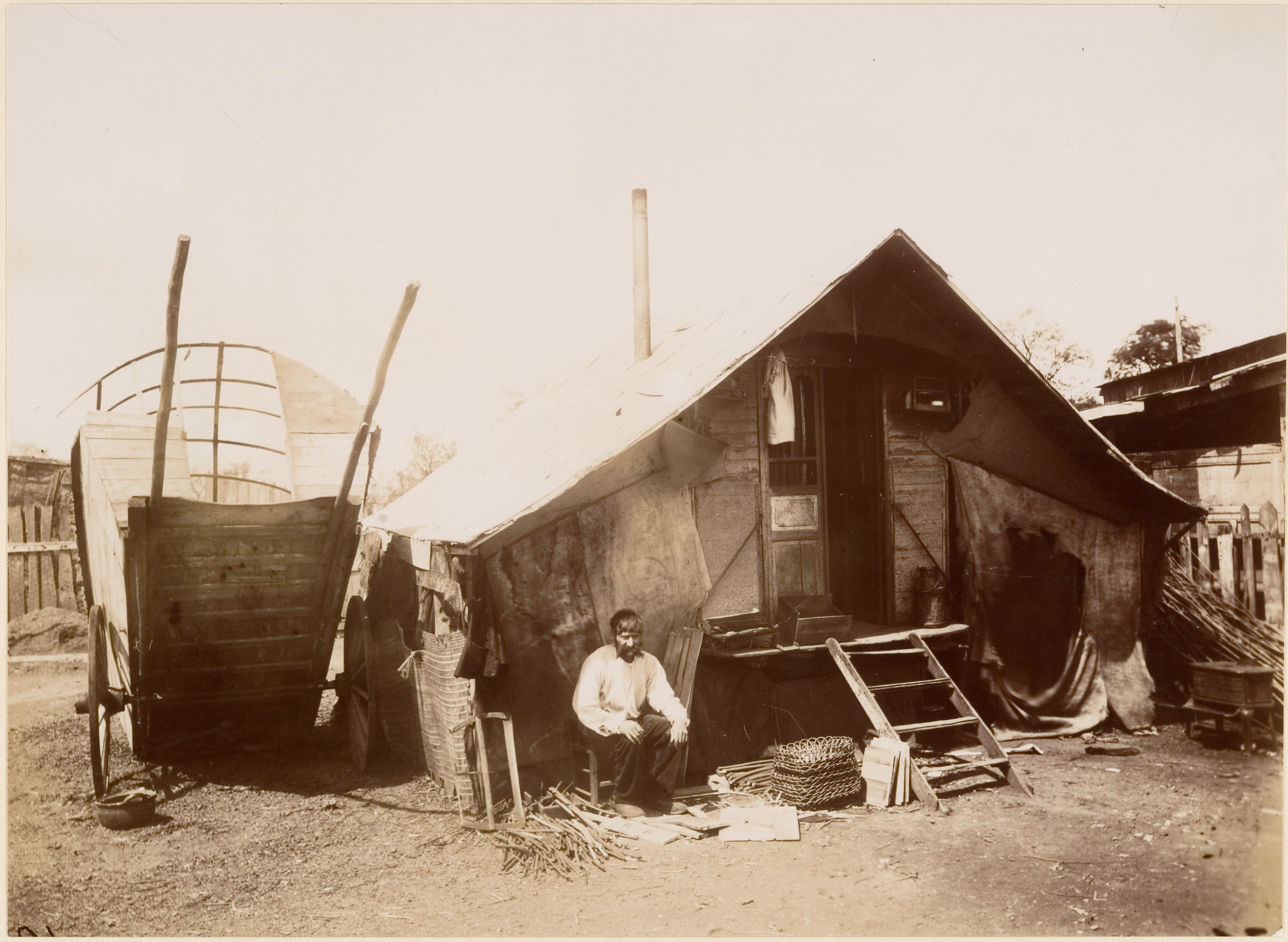
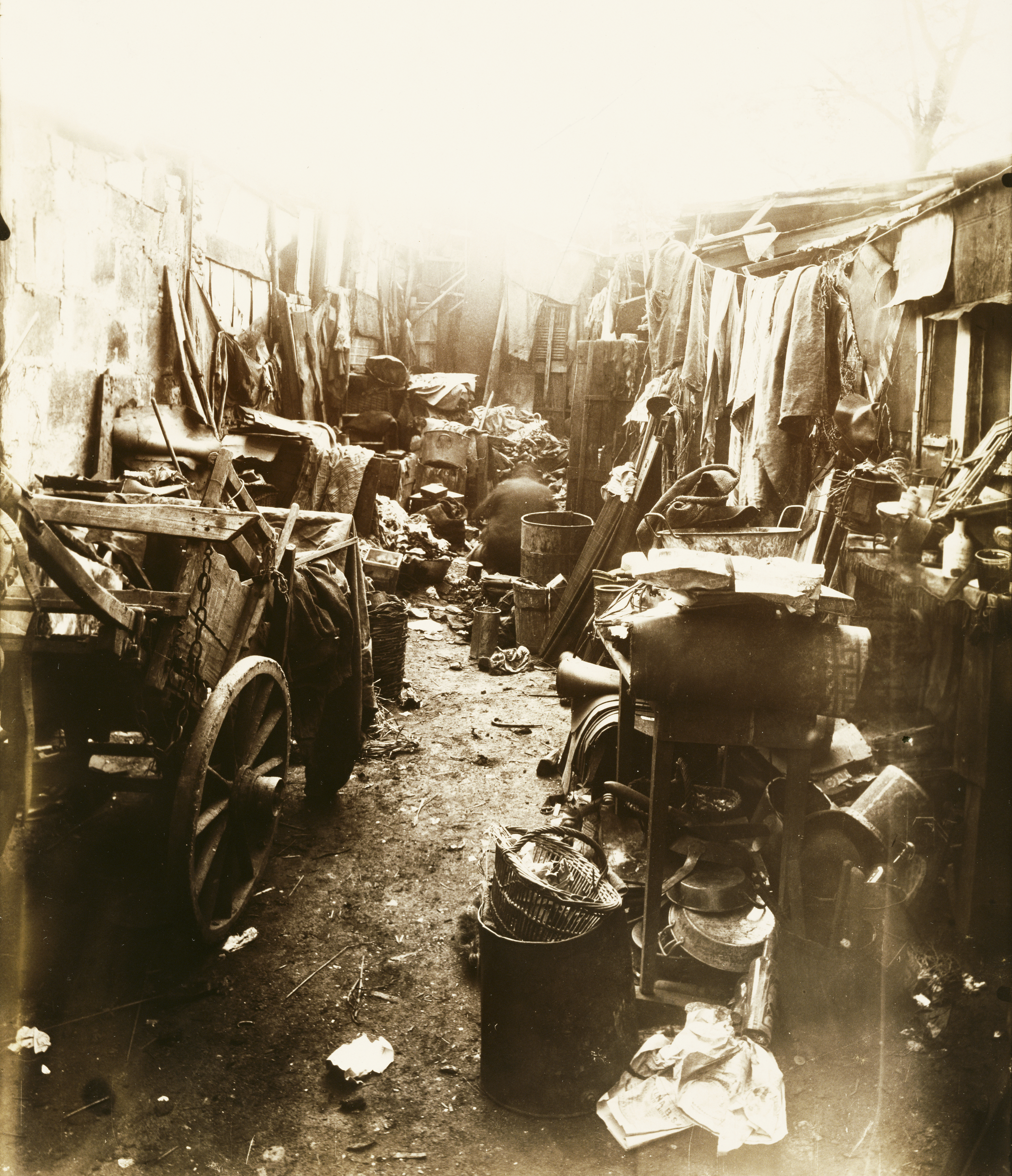